# Lipova
Lipova é uma cidade da Romênia com 11.491 mil habitantes, localizada no condado de Arad.